# Lucia Vráblicová
Lucia Vráblicová (ur. 19 lipca 1973 w Bratysławie) – słowacka aktorka.
Ukończyła konserwatorium; od 1993 r. pracuje w teatrze Nová scéna. Zagrała w filmach Kone na betóne, Zločin i w inscenizacji telewizyjnej Čajová šálka lásky. W serialu Ordinácia v ružovej záhrade wcieliła się w postać pracownicy socjalnej.
Pracuje także w dubbingu.

## Filmografia
- Zločin
- 1995: Chichôtka
- 2000: Krajinka
- 2004: Zlatý klas
- 2006: Slumming
- 2006: Prague
- 2006: Susedia (1–04: Kuchařka)
- 2007–2008: Ordinácia v ružovej záhrade (pracownica socjalna)
- 2008: Mafstory (4–17: Colníčka – mjr. Vozobulová/Alena Kimličková)
- 2008: Ženy môjho muža
- 2009: Ako som prežil
- 2009: Mafstory (6–16: Kimla – Alena Kimličková)
- 2009: Nedodržaný sľub
- 2009: V mene zákona
- 2010: Nesmrteľní (film Kontrola)

Radio
- 2010: Autsajdri (Amálie Pfuntnerová)

Teatr
- 2011: Riverside Drive & Old Saybrook